# Zemgor
Zemgor (Russo: Земгор  o Объединённый комитет Земского союза и Союза городов; letteralmente Comitato principale per l'approvvigionamento dell'esercito, dell'Unione panrussa degli Zemstvo, e delle Unioni Cittadine) era un'organizzazione russa creata il 10 luglio 1915 sulla base dell'Unione panrussa degli zemstvo (creato ad agosto 1914 da F. V. Schlippe col patrocinio della duchessa Elisabetta d'Assia-Darmstadt, sorella della zarina Alessandra, con lo scopo di supportare il governo nei suoi sforzi nella prima guerra mondiale). Il primo presidente del comitato fu il principe Georgy Lvov, rappresentante del partito democratico costituzionale. Il 4 settembre nasce il Blocco Progressista anti-zarista e antitedesco, espressione politica dello Zemgor, che nel corso dei 2 anni seguenti assumerà sempre più la forma di un efficiente governo parallelo come conseguenza dell'inefficienza del governo ufficiale, tanto che il 2 febbraio 1916 il nuovo primo ministro filo-tedesco Boris Vladimirovič Štjurmer (creatura di Rasputin) si scaglia contro il governo ombra dello Zemgor tentandone lo scioglimento, vanamente vista la potenza ormai assunta dall'ente. Il 18 febbraio 1917 il ministro degli Interni Aleksandr Dmitrievič Protopopov lamenta che "lo Zemgor sta tenendo volutamente fermi a marcire per le campagne di tutto il paese 60.000 vagoni carichi di beni alimentari e carbone" con lo scopo di causare disordini. Il 15 marzo 1917 il nuovo primo ministro il principe L'vov (che di fatto a questo punto già ricopriva tale ruolo come presidente del governo ombra dello Zemgor) viene nominato nuovo primo ministro come espressione del "blocco progressista".
Il 27 marzo 1918 lo Zemgor viene posto sotto il VSNČ. L'organizzazione fu sciolta dai bolscevichi nel 1919.
Mentre l'organizzazione era sciolta in Russia, alcuni ex funzionari emigrati decisero di rifondarla con lo stesso nome abbreviato, Zemgor, e nel 1921 venne registrata ufficialmente a Parigi come organizzazione di aiuto agli emigranti russi. I suoi nomi ufficiali erano Российский Земско-городской комитет помощи российским гражданам за границей in russo e Comite des Zemstvos et Municipalités Russes de Secours des Citoyens russes à l'étranger in francese. Il primo presidente dell'organizzazione parigina fu Georgy Lvov,  poi A. I. Konovalov e A. D. Avksentiev. All'inizio degli anni '20 Zemgor fu riconosciuta come la principale organizzazione di assistenza sociale per gli emigranti russi, ma in seguito cadde nell'oscurità.